# With Ears to See and Eyes to Hear
With Ears to See and Eyes to Hear is het eerste studioalbum van de Amerikaanse punkband Sleeping With Sirens.

## Nummers
Alle teksten zijn geschreven door Kellin Quinn, alle muziek is gecomponeerd door Sleeping with Sirens

| 1.                 | If I'm James Dean, You're Audrey Hepburn                                | 3:39 |
| 2.                 | The Bomb Dot Com v2.0                                                   | 3:31 |
| 3.                 | You Kill Me (In a Good Way)                                             | 3:42 |
| 4.                 | Let Love Bleed Red (featuring Aaron Marsh)                              | 3:42 |
| 5.                 | Captain Tyin' Knots vs. Mr. Walkway (No Way) (featuring David Stephens) | 3:23 |
| 6.                 | Don't Fall Asleep at the Helm                                           | 2:14 |
| 7.                 | With Ears to See, and Eyes to Hear                                      | 3:43 |
| 8.                 | In Case of Emergency, Dial 411                                          | 2:44 |
| 9.                 | The Left Side of Everywhere                                             | 2:59 |
| 10.                | http://www.youtube.com/watch?v=tgMzriO93-Y                              | 1:33 |
| Totale duur: 31:10 |                                                                         |      |